# Antsirananaella leniae
Espèce
Antsirananaella leniae est une espèce de pseudoscorpions de la famille des Feaellidae.

## Distribution
Cette espèce est endémique de la région Sava à Madagascar. Elle se rencontre dans les forêts d'Antsahabe, de Bekaraoka et de Binara.

## Description
Le mâle holotype mesure 2,21 mm et la femelle paratype 2,46 mm, les mâles mesurent de 2,01 à 2,24 mm et les femelles de 2,18 à 2,70 mm.

## Systématique et taxinomie
Cette espèce a été décrite par Lorenz, Loria, Harvey et Harms en 2022.

## Étymologie
Cette espèce est nommée en l'honneur de Leni Elise Harms, la fille de Danilo Harms.

## Publication originale
- Lorenz, Loria, Harvey & Harms, 2022 : « The Hercules pseudoscorpions from Madagascar: A systematic study of Feaellidae (Pseudoscorpiones: Feaelloidea) highlights regional endemism and diversity in one of the “hottest” biodiversity hotspots. » Arthropod Systematics & Phylogeny, vol. 80, p. 649-691.